# Geisha (vlinder)
De geisha of het geishamotje (Olethreutes arcuella) is een vlinder uit de familie Tortricidae, de bladrollers, met opvallende tekening. De spanwijdte van de vlinder bedraagt tussen de 14 en 18 millimeter. De soort overwintert als rups.

## Rups
De rups van Olethreutes arcuella leeft van dood en verdord blad.

## Voorkomen in Nederland en België
Olethreutes arcuella is in Nederland en in België een wijdverbreide, maar niet zo algemene soort.